# Jairo Pérez
Jairo Pérez Suárez (Iza, 24 maart 1973) is een Colombiaans wielrenner. Anno 2012 rijdt hij als amateur.

## Belangrijkste overwinningen
1999
- 2e etappe Clásico RCN

2000
- 11e etappe Ronde van Táchira
- 9e etappe Ronde van Colombia
- 14e etappe Ronde van Colombia

2001
- 6e etappe Clásico RCN
- 6e etappe Ronde van Venezuela
- 2e etappe Doble Copacabana GP Fides
- Eindklassement Doble Copacabana GP Fides

2002
- 6e etappe Ronde van Colombia

2004
- 6e etappe deel A Doble Copacabana GP Fides
- Proloog Ronde van Costa Rica
- 2e etappe Ronde van Costa Rica
- 4e etappe Ronde van Costa Rica

2007
- 8e etappe deel B Vuelta a la Independencia Nacional
- Eindklassement Vuelta a la Independencia Nacional
- Pan-Amerikaans kampioen ploegenachtervolging, Elite
- 5e etappe Ronde van Colombia

2010
- 3e etappe Doble Sucre Potosi GP Cemento Fancesa
- 3e etappe Ronde van Colombia